# Akai satsui
Akai satsui (Brasil: Segredos de uma Esposa / Portugal: Desejo Profano) é um filme japonês de 1964, do gênero drama, dirigido por Shohei Imamura. Outro título alternativo no Brasil para este filme é O segredo de uma esposa - Desejo profano
É também conhecido como The Intention of Murder, em língua inglesa.

## Sinopse
Mórbido drama psicológico, com Harukawa no papel de uma feia mulher de meia-idade, que vive com o seu marido e um filho numa casa em ruínas perto da linha férrea.
Uma noite um assaltante entra em casa e viola-a. A monótona vida da mulher muda radicalmente e ela inicia uma relação apaixonada com o assaltante.

## Elenco
- Masumi Harukawa
- Ko Nishimura
- Shigeru Tsuyuguchi
- Tanie Kitabayashi
- Yuko Kusunoki